# Нижній Скалник
Нижній Скалник (словац. Nižný Skálnik, угор. Alsósziklás) — село, громада в окрузі Рімавска Собота, Банськобистрицький край, Словаччина. Кадастрова площа громади — 5,30 км². Населення — 184 осіб (за оцінкою на 31 грудня 2017 р.).
Знаходиться за ~9 км на північ від адмінцентру округу міста Рімавска Собота.

## Історія
Поселення на площі сучасної громади існувало ще в неоліті. Перша згадка 1334 року як Zklnuk. Історичні назви: 1456-го як Zkalnok untrawue, 1481-го як Alsozkalnok, з 1808-го як Dolní Skálnok, з 1920-го як Dolný Skalník, з 1927-го як Nižný Skálnik, угор. Alsószkálnok, Alsósziklás.
В 1828 році село мало 35 домогосподарств і 299 мешканців.

## Географія
Nižný Skálnik знаходиться на півдні Словацьких Рудних гір на зарості і на терасі плато в долині Рімави. Висота в центрі села становить 241 м, на території — від 229 до 509 м над рівнем моря. Дубовий ліс залишився лише в південній частині площини громади.

## Транспорт
Автошлях 2775 (Cesty III. triedy).
Залізничний зупинний пункт Nižný Skálnik лінії Єсенске — Брезно.

## Населення
| Рік:            | 1994. | 2004.   | 2014.   | 2024.   |
| --------------- | ----- | ------- | ------- | ------- |
| Кількість осіб: | 184   | 192     | 191     | 187     |
| Різниця:        |       | +4,34 % | -0,52 % | -2,09 % |

| Рік:            | 2023. | 2024.   |
| --------------- | ----- | ------- |
| Кількість осіб: | 188   | 187     |
| Різниця:        |       | -0,53 % |